# Oldsmobile Silhouette
A  Silhouette  é uma minivan de porte médio-grande da Oldsmobile, modelo gemeo das Pontiac Trans Sport 1989 e da Chevrolet Lumina APV 1990, é baseado em um carro conceito de 1986.
Foi vendida na Europa com a logo da Pontiac, lá recebeu o motor da PSA, turbo diesel de 1.9L de 90 cv. Na Europa o designe teve uma melhor aceitação em relação ao mercado americano que comparava a um aspirador de pó portátil.

## Galeria
- Primeira geração (1990-1996)
- Segunda geração (1997-2004)